# 北伯立克
北伯立克（英語：North Berwick） 是蘇格蘭東洛錫安的一個城鎮，位於愛丁堡東北25英里（40）處。在19世紀時，北伯立克是一個著名的度假區。

## 外部連結
- 维基导游上有關North Berwick的旅行指南
- North Berwick website（页面存档备份，存于）